# Rivière Bloukrans (Route des jardins)
La rivière Bloukrans est une rivière située dans la région des Tsitsikamma sur la route des jardins, en Afrique du Sud. 

## Géographie
Elle est située à la frontière entre les provinces du Cap occidental et du Cap oriental. L’embouchure de la rivière est située à l’est de la station balnéaire de Nature's Valley. Le pont Bloukrans enjambe la rivière près de l’embouchure et la passe de Bloukrans est à proximité. La rivière prend naissance près du pic Formosa dans la région de Plettenberg Bay.
Le pont Bloukrans enjambant la rivière abrite le plus haut saut à l’élastique commercial au monde, le Bloukrans Bridge Bungy exploité par Face Adrenalin, à 233 m.